# Artur Berger
Pour les articles homonymes, voir Berger (homonymie).
Artur Semionovitch Berger (en russe : Артур Семёнович Бергер), né à Vienne (Autriche) le 27 mai 1892 et mort à Moscou le 11 janvier 1981, est un scénographe, un scénariste et un réalisateur austro-soviétique. Il est actif en Autriche entre 1920 et 1936, période pendant laquelle il travaille sur quelque trente longs métrages. En 1936, il émigre en Union soviétique, où il continue à travailler dans le secteur cinématographique jusqu'au début des années 1970.

## Filmographie partielle

### Comme réalisateur
- 1916 : Frau Eva coréalisateur avec Robert Wiene

### Comme scénariste
- 1916 : Frau Eva
- 1931 : Die grosse Liebe d'Otto Preminger (coscénarisé avec Siegfried Bernfeld)

### Comme décorateur
- 1923 : Le Jeune Medardus (Der Junge Medardus) de Michael Kertész (autre nom de Michael Curtiz)
- 1924 : L'Esclave reine
- 1927 : Trois nuits d'amour